# A View to a Kill
"A View to a Kill " - тринадцятий сингл англійського синті-поп гурту Duran Duran, що вийшов 6 травня 1985 року. Написаний і записаний як тема для однойменного фільму про Джеймса Бонда 1985 року, він став одним з найбільших хітів групи.Вона залишається єдиною піснею про Джеймса Бонда, яка досягла першої позиції у чаті Billboard Hot 100. 

## Про пісню
Ця пісня написана гуртом Duran Duran та композитором Джоном Баррі та записано Maison Rouge Studio та CTS Studio у Лондоні разом з оркестром. Гурт Duran Duran був обраний для запису пісні після того, як басист гурту  Джон Тейлор (давній фанат Джеймса Бонда) домовився на вечірці з продюсером фільму Альбертом Брокколі.

## Формати синглу

### 7": EMI. / Duran 007 (Велика Британія)
1. "A View to a Kill" – (3:37)
2. "A View to a Kill (That Fatal Kiss)" – (2:31)

- Також випущені у паперовій упаковці (DURANG 007)

### 7": Capitol Records. / B-5475 (США)
1. "A View to a Kill" – (3:37)
2. "A View to a Kill (That Fatal Kiss)" – (2:31)

### CD: Частина збірки "Singles Box Set 1981–1985"
1. "A View to a Kill" – (3:37)
2. "A View to a Kill (That Fatal Kiss)" – (2:31)

## Чарти та сертифікації
| Чарт (1985)                                                | Пік Позиція |
| ---------------------------------------------------------- | ----------- |
| Австралія (Kent Music Report)                              | 6           |
| Австрія (Ö3 Austria Top 75)                                | 6           |
| Бельгія (Ultratop Flanders)                                | 2           |
| Бельгія (VRT Top 30 Flanders)                              | 1           |
| Канада (Canadatopsingles)                                  | 1           |
| Данія (Hitlisten)                                          | 1           |
| Франція (SNEP)                                             | 11          |
| Ірландія (IRMA)                                            | 2           |
| Італія (FIMI)                                              | 1           |
| Нідерланди (Dutch Top 40)                                  | 3           |
| Нідерланди (Mega Single Top 100)                           | 3           |
| Нова Зеландія (RIANZ)                                      | 13          |
| Норвегія (VG-lista)                                        | 2           |
| Польща (LP3)                                               | 1           |
| Південна Африка (Springbok Radio)                          | 4           |
| Іспанія (AFYVE)                                            | 1           |
| Швеція (Sverigetopplistan)                                 | 1           |
| Швейцарія (Media Control AG)                               | 7           |
| Велика Британія (Official Charts Company)                  | 2           |
| США (Billboard Hot 100)                                    | 1           |
| США (Cash Box) Top 100                                     | 1           |
| Федеративна Республіка Німеччина (Чарти GfK Entertainment) | 9           |

| Чарт (1985)                              | Позиція |
| ---------------------------------------- | ------- |
| Австралія (Kent Music Report)            | 64      |
| Австрія (Ö3 Austria Top 40)              | 27      |
| Белгія (Ultratop 50 Flanders)            | 16      |
| Канада (Canadatopsingles)                | 24      |
| Німеччина (Official German Charts)       | 34      |
| Італія (FIMI)                            | 4       |
| Нідерланди (Dutch Top 40)                | 9       |
| Нідерланди (Single Top 100)              | 15      |
| Швейцарія (Schweizer Hitparade)          | 16      |
| Велика Британія (Official Single Charts) | 34      |
| США Billboard Hot 100                    | 35      |
| США Cash Box Top 100                     | 19      |

| Країна          | Сертифікація | Продажі | Дата |
| --------------- | ------------ | ------- | ---- |
| Канада          | Золотий диск | 50,000  |      |
| Велика Британія | Срібний диск | 250,000 |      |

## Учасники запису
- Нік Роудс - клавішні
- Саймон Ле Бон - вокал
- Джон Тейлор - бас-гітара
- Енді Тейлор - гітара
- Роджер Ендрю Тейлор - ударні
- Джон Баррі - диригент оркестру